# Алманчинское сельское поселение
Алманчинское се́льское поселе́ние — упразднённое муниципальное образование в составе Красноармейского района Чувашской Республики.

## Географические данные
Расположено на юге района, в 45-50 км к югу от города Чебоксары. Граница Алманчинского сельского поселения начинается от места пересечения границы СХПК «Новая Сила» и реки Большой Цивиль. От этой точки проходит 2250 м по границе СХПК «Новая Сила» в юго-восточном направлении 250 м, юго-западном направлении по границе Сорминского лесничества Опытного лесхоза, 1250 м юго-восточном направлении по границе СХПК «Прогресс». Затем она проходит по западным границам 47, 50 кварталов Сорминского лесничества Опытного лесхоза и границе первого квартала Канашского лесничества Канашского лесхоза. Затем граница поворачивает на юг и идет 1000 м, на запад 2500 м по реке Митца до узловой точки № 25, граничащая Канашским районом. От узловой точки № 25 в северо-западном направлении проходит 1500 м по указанной реке и через ручей, впадающий в эту реку. Далее граница поворачивает на север и проходит 2250 м по границе СХПК «Гигант», расположенного на территории Алманчинского сельского поселения, 3000 м по течению реки Большой Цивиль в северо-восточном направлении.

## История
После Октябрьской революции 1917 года, в 1920 годы были организованы местные органы власти. На территории современного Алманчинского поселения тоже был организован сельский совет. Его первым председателем был крестьянин деревни Нимичкасы-Алманчино Капитонов Степан Капитонович (1876—1949 гг.). После него, в 1921—1922 годах председателем работал Прохоров Тимофей (Курак) Прохорович (Вурмакасы-Алманчино).
Селения современного Алмачинского поселения относились к Убеевской волости, центром которой были Верхние Траки.
Зимой 1921 года в крае активизировались антиреволюционные силы, началось крестьянское восстание «Чаппан». В данном движении участвовали и крестьяне деревень современного Алманчинского поселения. Люди собрались на базарной площади села Алманчино рядом с церковью со своими повозками.
Против восстания из Казани был вызван отряд красногвардейцев с тачанкой. Организаторы бунта успели скрыться. 8 участников были расстреляны в поле села Алманчино по дороге в Чиганары. Их заставили самих вырыть для себя могилы. Вместе с ними был застрелен и местный батюшка.
Из села Алманчино были отправлены в тюрьмы Николаев Захар и Васильев Осип. Многих людей смог спасти работавший в то время в сельсовете Тимофей Прохоров.
После тех страшных событий роль сельского совета, его ответственность за обстановку в поселениях, за развитие деревень увеличилась.
Первого января 2006 года Алманчинская сельская администрация объединилась с Шивбосинской сельской администрацией и образовалось Алманчинское сельское поселение.
На территории деревень Вурманкас-Чурино, Синьял- Чурино, Шивбоси, входящих в настоящее время в Алманчинское сельское поселение Красноармейского района Чувашской Республики, первоначально образован сельский Совет в 1928 году под наименованием Чуракасинский сельский Совет, который входил в Канашский район.
С 1934 года по 1944 год Чуракасинский сельский Совет входил в состав Шихазанского района. С марта 1944 года по август месяц 1959 года Чуракасинский сельский Совет входит в состав Чурачикского района. С августа месяца 1959 года Чуракасинский сельский Совет входит в состав Красноармейского района.
В 1960 году Чуракасинский сельский Совет входил в Состав Красноармейского района.
В 1960 году Чуракасинский сельский Совет объединили с Алманчинским сельским Советом.
Указом Президиума Верховного Совета Чувашской АССР от 5 января 1967 года в Красноармейском районе образован Шивбосинский сельский совет, куда были включены населенные пункты Шивбоси, Синьял-Чурино, Вурманкас-Чурино, с центром в деревне Шивбоси.
Упразднено 24 мая 2021 года.

## Население
| 2010  | 2012  | 2013  | 2014  | 2015  | 2016  | 2017  |
| ----- | ----- | ----- | ----- | ----- | ----- | ----- |
| 1613  | ↘1523 | ↘1490 | ↘1475 | ↘1445 | ↘1408 | ↘1344 |
| 2018  | 2019  | 2020  | 2021  |       |       |       |
| ↘1297 | ↘1256 | ↘1222 | ↘1198 |       |       |       |

## Населённые пункты
| № | Населённый пункт | Тип населённого пункта       | Население |
| - | ---------------- | ---------------------------- | --------- |
| 1 | Алманчино        | Село, административный центр | ↗343      |
| 2 | Тузи-Чурино      | деревня                      | ↗283      |
| 3 | Синьял-Чурино    | деревня                      | ↗354      |
| 4 | Вурманкас-Чурино | деревня                      | ↗104      |
| 5 | Шивбоси          | деревня                      | ↘171      |
| 6 | Нимичкасы        | деревня                      | ↗243      |
| 7 | Вурманкасы       | деревня                      | ↗126      |
| 8 | Албахтино        | деревня                      | ↗269      |

## Известные люди
- А. И. Пăртта, чувашский поэт, драматург.

## Организации
На территории поселения расположено:
- СПК «Восток»
- СХПК «Гигант»
- ООО «Гигант»
- Отделение связи (Алманчинское и Шивбосинское)
- Алманчинское отделение общей врачебной практики
- Фельдшерско-акушерский пункт (Шивбосинский, Нимичкасинский, Албахтинский)
- Ветеринарный участок (Алманчинский и Шивбосинский)
- Алманчинская сельская библиотека
- Шивбосинская сельская библиотека
- Албахтинская сельская библиотека
- Алманчинский центр досуга
- Шивбосинский дом досуга
- МОУ «Алманчинская СОШ»
- МОУ «Шивбосинская ООШ»
- Магазины райПО — 7
- Магазин ЧП Васильевой Л. П. «Шуçăм»